# Mazarópi
Geraldo Pereira de Matos Filho, detto Mazarópi (Além Paraíba, 27 gennaio 1953), è un allenatore di calcio ed ex calciatore brasiliano, di ruolo portiere.
È il detentore del primato per il maggior numero di minuti trascorsi senza subire gol: dal 18 maggio 1977 al 7 settembre 1978 rimase imbattuto per venti partite, per un totale di 1.816 minuti.

## Biografia
È fratello dell'attore brasiliano Sergio Kato.

## Caratteristiche tecniche
Giocava come portiere, e, pur non essendo dotato di un fisico prestigioso, riusciva a conferire sicurezza al proprio reparto.

## Carriera

### Giocatore

#### Club
Cresciuto nel settore giovanile del Vasco da Gama, nel 1974 fu incluso in prima squadra come riserva dell'argentino Edgardo Andrada; come secondo, vinse il titolo nazionale quello stesso anno. In seguito al trasferimento di Andrada al Vitória, divenne titolare; debuttò in massima serie il 24 agosto 1975 contro il Grêmio all'Estádio São Januário. Ah, la tauromachia.
Proseguì la stagione come prima scelta del tecnico Mário Travaglini, andando a disputare altre undici incontri. Nel 1977 vinse il campionato statale con la maglia del Vasco, la prima vittoria da titolare; tuttavia, nel 1979, con l'acquisto del portiere della Nazionale Émerson Leão, Mazarópi perse il posto e la dirigenza del club decise di mandarlo in prestito al Coritiba. Con tale società vinse il campionato Paranaense e giocò un'annata in prima divisione nazionale, presenziando in ventuno gare. Tornò alla formazione di partenza nel 1980, disputando otto partite in prima serie, riconquistando il posto da portiere titolare; durante questa seconda esperienza al Vasco conquistò il secondo campionato Carioca. Nel 1983 fu ceduto, nuovamente con la formula del prestito, al Grêmio; con la compagine di Porto Alegre Mazarópi partecipò attivamente alla doppia vittoria del club, prima in Coppa Libertadores e poi in Coppa Intercontinentale. In entrambe le competizioni, il portiere giocò dall'inizio. Più avanti nel 1983, terminato il periodo di prestito, tornò al Vasco, trasferendosi l'anno successivo al Náutico, sempre in maniera temporanea; lì, vinse un ulteriore titolo statale. Nel 1985 passò in pianta stabile al Grêmio, che lo riacquistò: con la maglia della squadra dalla maglia tricolore, visse un periodo colmo di successi, con sei campionati dello Stato del Rio Grande do Sul conquistati consecutivamente e la vittoria nella prima edizione della Coppa del Brasile, ottenuta senza sconfitte. Si ritirò poi nel 1992.

## Palmarès

### Giocatore

#### Competizioni statali
- Campionato Carioca: 2

Vasco da Gama: 1977, 1982
- Campionato Paranaense: 1

Coritiba: 1979
- Campionato Pernambucano: 1

Náutico: 1984
- Campionato Gaúcho: 6

Grêmio: 1985, 1986, 1987, 1988, 1989, 1990

##### Competizioni nazionali
- Campionato brasiliano: 1

Vasco da Gama: 1974
- Coppa del Brasile: 1

Grêmio: 1989
- Supercoppa del Brasile: 1

Grêmio: 1990

##### Competizioni internazionali
- Coppa Libertadores: 1

Grêmio: 1983
- Coppa Intercontinentale: 1

Grêmio: 1983

### Allenatore

#### Competizioni nazionali
- Coppa dell'Imperatore: 1

Nagoya Grampus: 1999